# La Fille qui en savait trop
Pour plus de détails, voir Fiche technique et Distribution.
La Fille qui en savait trop ou Obsession diabolique (La ragazza che sapeva troppo) est un film italien réalisé par Mario Bava, sorti en 1963.
Il raconte l'histoire de Nora Davis, une jeune Américaine, qui arrive à Rome pour voir sa tante, mais celle-ci meurt le jour de son arrivée. Le même soir, Nora, après avoir été agressée, voit une scène qu’elle n’aurait pas dû voir : elle devient donc un témoin gênant.
Il est largement considéré comme le film précurseur du giallo, un genre à la croisée du cinéma d'angoisse, du cinéma d'exploitation et de l'épouvante. Il s'agit en outre du dernier film en noir et blanc de son réalisateur.

## Synopsis

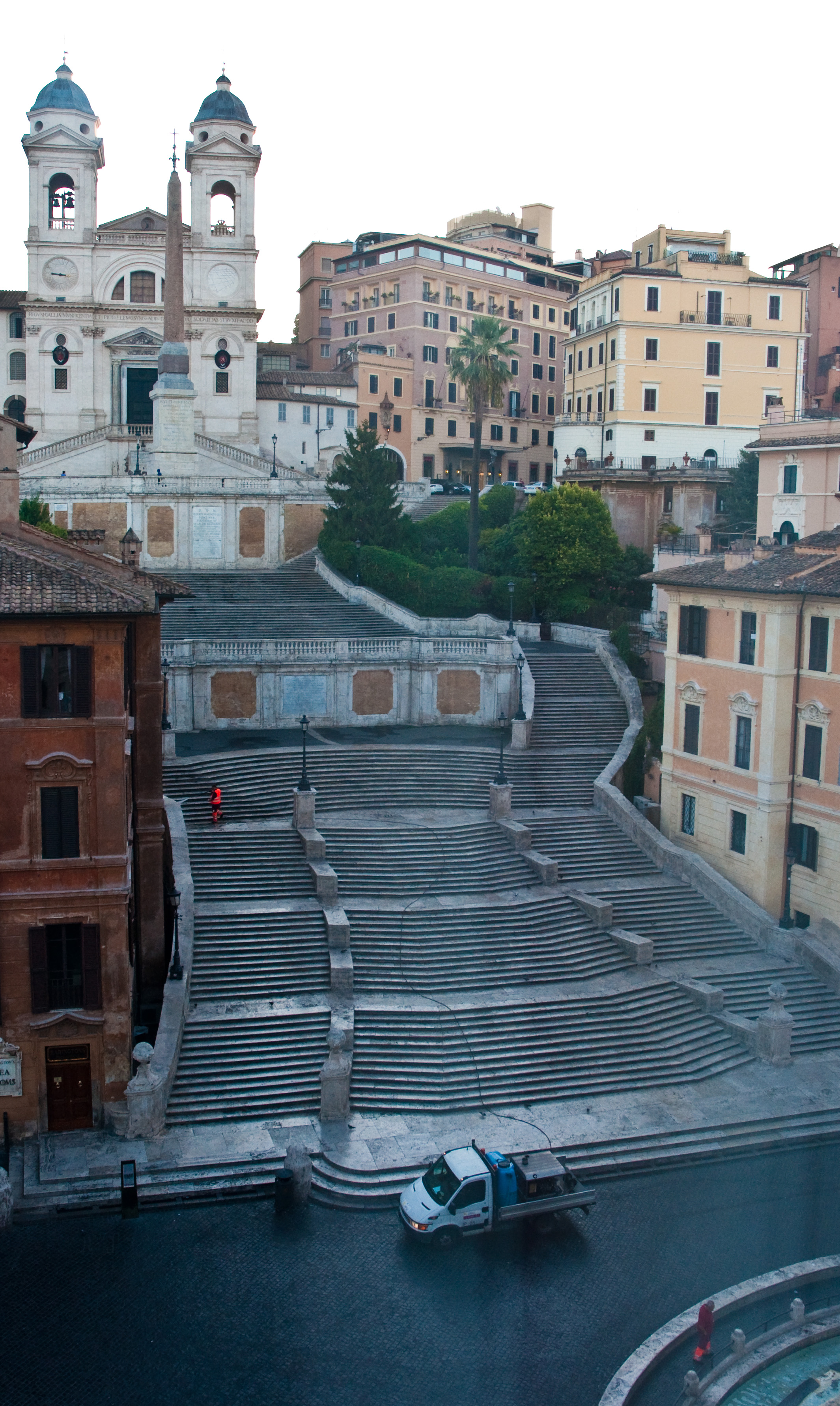
L'Escalier de la Trinité-des-Monts où Nora croit être témoin d'un meurtre.

L'Américaine Nora Davis arrive à Rome pour passer des vacances. Mais dès son atterrissage à l'aéroport, les choses prennent une tournure désagréable : son voisin dans l'avion, avec qui elle avait fait connaissance, est arrêté pour trafic de drogue. Elle rejoint alors sa tante malade où elle va loger durant son séjour. Celle-ci est soignée par le Dr Marcello Bassi. La tante de Nora décède le premier soir de sa visite et Nora se rend à pied à l'hôpital voisin pour prévenir le Dr Bassi. En chemin, elle est agressée et assommée sur l'escalier de la Trinité-des-Monts. Lorsqu'elle se réveille, elle voit le corps d'une femme morte gisant sur le sol près d'elle ; un homme barbu sort un couteau du dos de la femme et s'enfuit. Nora le signale à la police à l'hôpital, qui ne la croit pas car aucune preuve ne subsiste. Nora passe pour une hallucinée.
Lors des funérailles de sa tante, Nora rencontre une amie de la défunte, Laura Craven-Torrani, qui lui propose d'occuper sa maison pendant qu'elle est en voyage en Suisse avec son mari. C'est dans cette maison que la jeune femme découvre, grâce à des coupures de presse, qu'un meurtre identique à celui dont elle a été témoin a en fait eu lieu des années plus tôt, par un tueur en série surnommé le « tueur à l'alphabet » parce qu'il a tué des personnes par ordre alphabétique selon leur nom de famille. La victime était la sœur de Laura. Il est donc possible qu'elle ait eu une sorte de vision de ce qui a véritablement eu lieu jadis. Nora reçoit alors un appel téléphonique, dans lequel une voix anonyme lui indique qu'elle sera la prochaine victime du tueur.
Marcello tente de la distraire en la promenant dans Rome et tombe amoureux d'elle. Mais Nora, amatrice de littérature policière, est déterminée à découvrir la vérité sur le crime présumé dont elle est convaincue d'avoir été témoin. Son enquête la conduit à Andrea Landini, le journaliste qui avait autrefois couvert les événements du tueur à l'alphabet. Le journaliste avait écrit sur l'histoire du meurtre lorsqu'elle a éclaté, mais il pensait que la police attraperait la mauvaise personne s'il publiait les détails du crime. Le refus de Landini de publier un rapport sur le meurtre l'a mis en difficulté financière. Nora décide d'aider Landini, mais, en parcourant Rome, ils ne trouvent aucun indice. Le lendemain, Nora se rend dans l'appartement de Landini et y trouve des indices qui l'amènent à penser qu'il est le meurtrier et qu'elle est sa prochaine victime, mais Landini semble s'être suicidé.

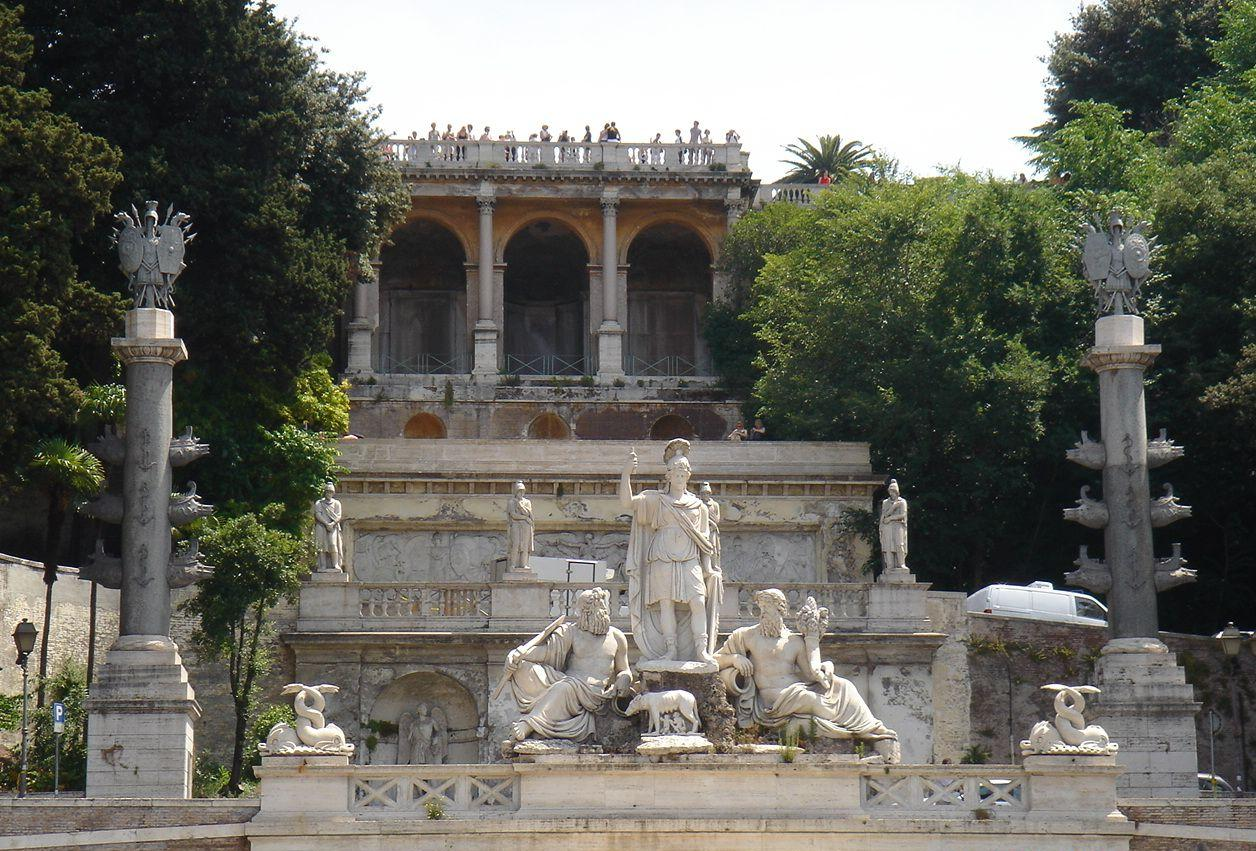
La terrasse du Pincio où, à la fin de l'aventure, Nora est assaillie de doutes sur la réalité de son expérience.

Le même jour, Laura rentre à Rome de ses vacances tandis que Nora et Marcello prévoient de partir en Amérique le lendemain matin. En lisant le journal, Nora apprend que le corps d'une jeune femme a été retrouvé, et elle le reconnaît comme étant la femme assassinée qu'elle a vue la nuit de son arrivée en Italie. Après avoir identifié le cadavre de la victime à la morgue, Nora pense avoir été témoin du meurtre. Seule dans la maison cette nuit-là, Nora remarque que la porte du bureau est ouverte.
En entrant, elle voit un homme qui se lève mal à l'aise de sa chaise. Nora le reconnaît comme l'homme qui s'est tenu au-dessus du cadavre qu'elle a vu après s'être réveillée après avoir été assommée à son arrivée en Italie. L'homme se dirige vers Nora mais s'effondre sur le sol, un couteau dans le dos. Nora est alors confrontée à Laura qui, furieuse, avoue les meurtres et explique qu'elle a poignardé son mari parce qu'il tentait de la dénoncer à la police. Laura révèle que son désir de voler l'argent de sa sœur l'a poussée au meurtre. Laura tente d'attaquer Nora, mais elle est soudainement abattue par son mari. Nora découvre que l'homme barbu qu'elle avait vu dans un état second était en fait en train de se débarrasser du corps de sa femme meurtrière.
En laissant derrière eux ces jours dramatiques, alors que Nora et Marcello admirent la ville depuis la terrasse du Pincio, comme n'importe quel autre couple d'amoureux, la jeune femme est momentanément frappée par le doute que toute cette horrible affaire n'était qu'une vision provoquée par la cigarette de marijuana qui lui a été offerte dans l'avion.

## Fiche technique
- Titre français : La Fille qui en savait trop
- Titre belge : Obsession diabolique
- Titre original italien : La ragazza che sapeva troppo ; Incubus (titre de travail)
- Réalisation : Mario Bava
- Scénario : Enzo Corbucci, Ennio De Concini, Eliana De Sabata assistés de Mario Bava, Mino Guerrini et Francesco Prosperi
- Photographie : Mario Bava
- Montage : Mario Serandrei
- Musique : Roberto Nicolosi (it)
- Décors : Giorgio Giovannini (it)
- Costumes : Tina Loriedo Grani
- Maquillage : Euclide Santoli
- Production : Lionello Santi  Massimo De Rita
- Sociétés de production : Galatea Film, Coronet
- Pays de production :  Italie
- Langue de tournage : italien
- Format : Noir et blanc - 1,66:1 - Mono - 35 mm
- Genre : Giallo
- Durée : 92 minutes
- Dates de sortie : 
  - Italie : 10 février 1963
  - France : 29 janvier 1964

## Distribution
- Letícia Román (VF : Michele Bardollet) : Nora Davis
- John Saxon (VF : Sady Rebbot) : le docteur Marcello Bassi
- Valentina Cortese (VF : Françoise Fechter) : Laura Craven-Torrani
- Titti Tomaino : l'inspecteur
- Luigi Bonos (it) (VF : Fred Pasquali) : portier de l’hôtel
- Milo Quesada : Paccini, l'homme aux cigarettes
- Walter Williams (sous le nom de « Robert Buchanan ») (VF : Jacques Eyser) : le professeur Alessi
- Marta Melocco : la victime
- Gustavo De Nardo (VF : André Valmy) : le docteur Facchetti
- Lucia Modugno (it) : l'infirmière
- Gianni Di Benedetto (it) : le professeur Torrani
- Franco Morici (VF : Pierre Leproux) : le policier
- Virginia Doro : l'employée de maison de Torrani
- Dante Di Paolo (VF : André Valmy) : Andrea Landini
- Franco Ressel (VF : Jacques Deschamps) : Policier a l'aéroport
- Jim Dolen (VF : Pierre Collet) : le prêtre
- Chana Coubert (VF : Cécile Didier) : Tante Ethel
- Adriana Facchetti (VF : Mona Dol) La femme dans le restaurant

## Thèmes
La Fille qui en savait trop est le film qui a fondé le genre italien du giallo. Dans ce film, selon Alberto Pezzotta, on trouve en effet de nombreux procédés qui seront réutilisés par de nombreux autres réalisateurs :
- L'improbabilité de la situation de départ ;
- L'implication du protagoniste dans l'intrigue est le fruit du hasard ;
- L'importance des décors ;
- L'ambiance lourde et menaçante ;
- L'importance accordé aux bruitages ;
- Le fantastique ;
- L'utilisation de l'éclairage.

## Production

### Genèse

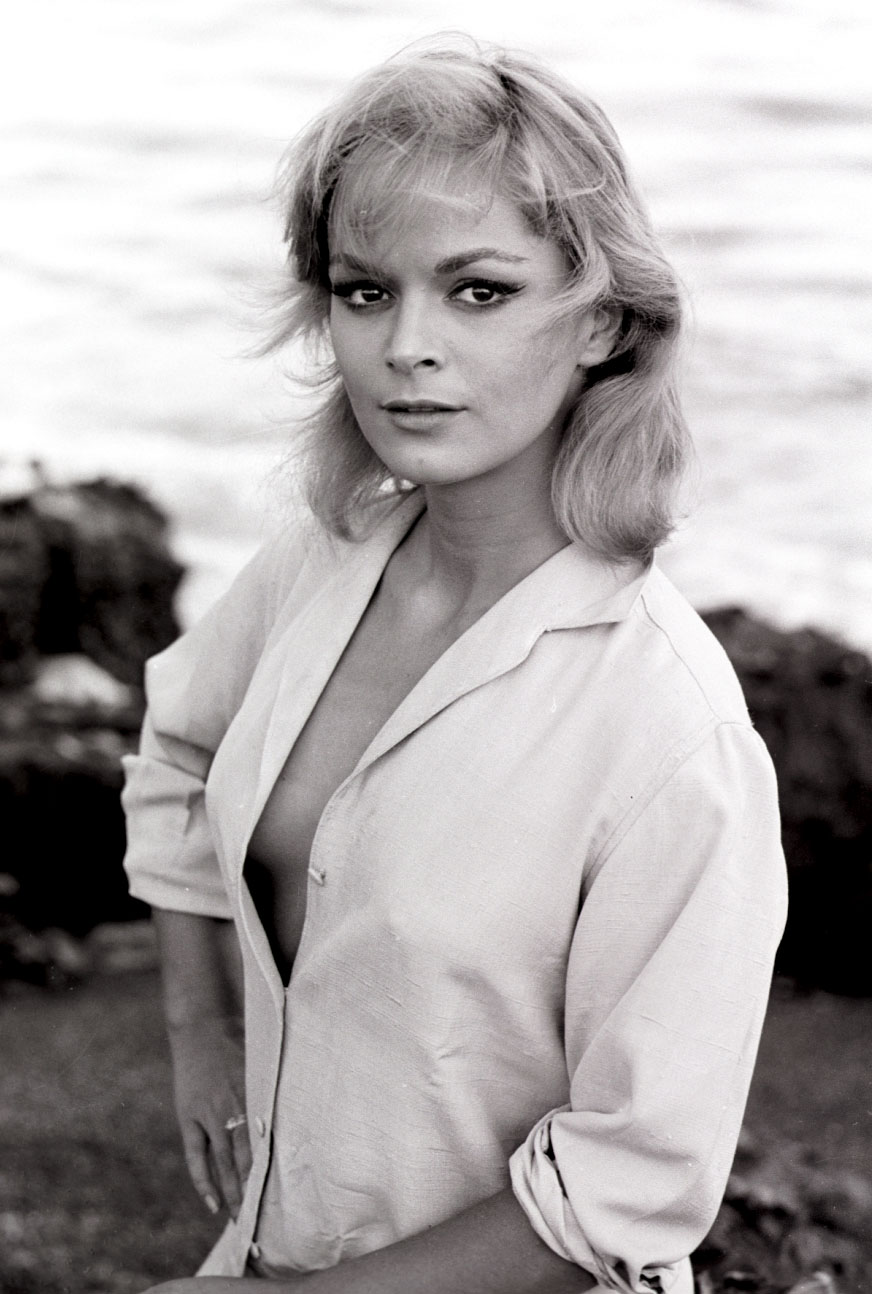
Il s'agit du premier long métrage où Letícia Román est protagoniste.

Après avoir fini de travailler sur les effets spéciaux de son film précédent La Ruée des Vikings, Bava prend six mois de congé. Bava passe cette période à lire des récits policiers et d'épouvante. Il envisage alors de se retirer de la réalisation et pense limiter son travail aux effets spéciaux. Bava a été convaincu de revenir à la réalisation par Samuel Arkoff et Jim Nicholson, qui avaient commencé à rechercher des films italiens pour les sortir aux États-Unis. La Fille qui en savait trop était le premier film que distribue aux États-Unis la société d'Arkoff et Nicholson, American International Pictures. Le générique d'ouverture attribue l'écriture du scénario à Enzo Corbucci, Ennio De Concini et Eliana De Sabata, assistés de Mario Bava, Mino Guerrini et Franco Prosperi. Sergio Corbucci est crédité sous le nom d'Enzo Corbucci dans ce film. Le scénariste italien Luigi Cozzi a déclaré que le scénario original était plutôt une comédie romantique, mais que le film est devenu un giallo au fur et à mesure de sa production.

### Titre
Mario Bava avait comme titre de travail Incubo (litt. « L'Incube »), ce qui suggérait un film inquiétant. Les distributeurs ont refusé et ont imposé à Bava La Fille qui en savait trop, en référence à L'Homme qui en savait trop, un film d'espionnage d'Alfred Hitchcock sorti en 1956.

### Attribution des rôles
L'actrice italienne Letícia Román joue dans La fille qui en savait trop son premier rôle principal. Román connaissait l'acteur américain John Saxon avant le début du tournage. Saxon a déclaré que Roman lui avait proposé un rôle dans un film d'art et d'essai à Rome. Saxon a accepté, mais en recevant le scénario, il s'est rendu compte qu'il l'avait mal comprise, et qu'elle avait plutôt parlé de film d'épouvante. Dante Di Paolo a déclaré que Bava avait d'abord pensé que DiPaolo était trop jeune pour son rôle dans le film, mais qu'il avait changé d'avis après avoir assisté à son audition. Il a senti que DiPaolo parvenait bien à cerner son rôle et il l'a engagé pour ce film, décision qu'il a renouvelé pour Six Femmes pour l'assassin.
Pour la vedette hollywoodienne John Saxon, il s'agit de son second film italien après Agostino.

### Tournage

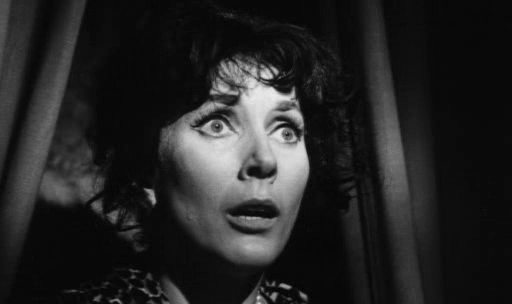
Valentina Cortese dans une scène du film.

Le tournage de La Fille qui en savait trop débute le 2 mai 1962. Le réalisateur Mario Bava trouve d'abord l'intrigue ridicule et se concentre davantage sur les aspects techniques du film. Il s'agit du dernier film de Bava tourné en noir et blanc. Bava a déjà réalisé des films en couleur, mais les films d'horreur et d'angoisse produits en Italie à cette époque sont généralement tournés en noir et blanc. Le tournage à Rome a lieu dans divers endroits, notamment à l'aéroport Léonard-de-Vinci de Rome Fiumicino ainsi qu'à l'église et couvent de la Trinité-des-Monts,. Certains éléments de décor ont été empruntés à d'autres films italiens, comme le tableau dans la maison de la tante de Nora, qui provient de Divorce à l'italienne.
Saxon a déclaré qu'il s'était d'abord bien entendu avec Bava pendant la production. Mais plus tard dans le tournage, alors que Saxon s'entraînait au judo sur la plage, Bava a trouvé que Saxon frimait. Saxon a déclaré que plus tard, lors d'une conversation avec un producteur du film, ce dernier a dit que Román avait convaincu Saxon de participer au film car elle disait que Saxon était amoureux d'elle. Saxon pensait que Bava était peut-être initialement agacé par lui, car il pensait que son action aurait pu être interprétée par Bava comme une tentative d'attirer l'attention de Román. Le tournage s'est terminé en juillet 1962 Tim Lucas, biographe de Bava, écrit que certaines reprises de tournage avaient apparemment eu lieu vers la fin de l'année 1962.

### Bande originale
La chanson thème du film Furore est interprétée par Adriano Celentano. La musique du film est signée Roberto Nicolosi, qui avait déjà travaillé avec Bava sur Le Masque du démon (1960) et La Ruée des Vikings (1961).

## Exploitation
Le film est sorti le 10 février 1963 en Italie. Il a rapporté moins de 27 000 dollars lors de son premier et unique week-end et n'a pas réussi à couvrir ses propres coûts de production. Le film a été le moins rentable dans la carrière de réalisateur de Bava Les gialli n'ont pas été populaires parmi le public italien lors de leur sortie initiale en salle, le genre n'étant pas très populaire avant que L'Oiseau au plumage de cristal de Dario Argento en 1970 ne change la donne.
Le film est sorti le 29 janvier 1964 en France, distribué par Les Films sans frontières.
Il existe une version américaine remontée du film retitrée Evil Eye,. Elle est sortie aux États-Unis via American International Pictures le 6 mai 1964 dans une séance double avec Les Trois Visages de la peur. La version américaine a supprimé  plusieurs scènes, notamment toutes les références à la marijuana. Elle a ajouté des scènes plus comiques, faisant rapprocher le film d'une comédie policière classique. La partition de jazz originale de Roberto Nicolosi (it) par une partition interprétée par Les Baxter. La version américaine a également changé la fin. Depuis les exploitations en DVD, la version originale italienne a été préférée à son adaptation américaine, y compris sur le marché américain.

### Accueil critique
Le film est considéré comme un film culte dans le monde entier. Morando Morandini dans son Dictionnaire du cinéma loue cet « exercice de mise en scène aussi parce que la peur et les fantasmes ne naissent pas de l'obscurité, de l'ombre, mais de la lumière dans un noir et blanc suggestif ».
Pour Olivier Gonord de DVDclassik, « Erotisme et fascination pour le macabre [se] mêlent déjà subtilement dans une vision gothique et légèrement perverse ». Il termine en insistant sur la mise en scène : « Du film, on retiendra surtout l’admirable mise en scène de Mario Bava et son traitement photographique. Le génie de Bava explose dans ses cadres et ses éclairages tranchés. L’inquiétante obscurité de la nuit nous plonge dans l’angoisse et s’oppose aux rassurantes balades dans une Rome inondée de soleil. »